# Heinävesi (sjö i Lieksa, Norra Karelen)
Heinävesi är en sjö i kommunen Lieksa i landskapet Norra Karelen i Finland. Den är 5,7 meter djup. Arean är 32 hektar och strandlinjen är 4,35 kilometer lång.  Den  ingår i Vuoksens huvudavrinningsområde.  Sjön ligger omkring 70 kilometer nordöst om Joensuu och omkring 440 kilometer nordöst om Helsingfors. 
I sjön finns ön Honkasaari. 